# Butyrivibrio
Butyrivibrio è un genere di batterio appartenente alla famiglia delle Lachnospiraceae.